# 羅茲 (愛荷華州)
羅茲（英語：Rhodes）是一個位於美國愛荷華州馬歇爾縣的城市。

## 地理
羅茲的座標為41°55′36″N 93°11′06″W / 41.92667°N 93.18500°W，而該地的平均海拔高度為311米（即1020英尺）。

## 人口
根據2010年美國人口普查的數據，羅茲的面積為2.62平方千米，當中陸地面積為2.62平方千米，而水域面積為0.00平方千米。當地共有人口305人，而人口密度為每平方千米116人。